# La Chaussée-Saint-Victor
La Chaussée-Saint-Victor is een gemeente in het Franse departement Loir-et-Cher (regio Centre-Val de Loire). De plaats maakt deel uit van het arrondissement Blois. La Chaussée-Saint-Victor telde op 1 januari 2022 4.488 inwoners.

## Geschiedenis
De gemeente is ontstaan uit twee gehuchten, die na de Franse Revolutie werden samengevoegd tot een gemeente.
Saint-Victor werd genoemd naar de kluizenaar Victor of Victeur die hier zou gewoond hebben en later bisschop van Le Mans werd. Hij zou volgens de legende een hert uit het water hebben gered en getemd. Dit witte hert wordt afgebeeld op het gemeentewapen. Saint-Victor had herhaaldelijk te lijden onder overstromingen van de Loire. De bevolking concentreerde zich later rond het hoger gelegen La Chaussée, dat op zijn beurt mogelijk genoemd werd naar een Romeinse heerweg. Later werd de Loire ingedijkt.

## Bezienswaardigheden
De Église Saint-Victor gaat terug tot de 15e eeuw. De kerk werd uitgebreid in 1663 en 1700 en werd grondig verbouwd in de loop van de 19e eeuw. Aan de ruisseau des Mées, een beek achter de dijk van de Loire, stonden twaalf openbare wasplaatsen. De Moulin Chouard is een oude windmolen.

## Geografie
De oppervlakte van La Chaussée-Saint-Victor bedroeg op 1 januari 2022 6,63 vierkante kilometer; de bevolkingsdichtheid was toen 676,9 inwoners per km².
De onderstaande kaart toont de ligging van La Chaussée-Saint-Victor met de belangrijkste infrastructuur en aangrenzende gemeenten.

## Demografie
Onderstaande figuur toont het verloop van het inwonertal (bron: INSEE-tellingen).